# جائزة برلين للعلوم
جائزة برلين للعلوم (بالألمانية: Berliner Wissenschaftspreis) هي جائزة يمنحها عمدة برلين للإنجازات العلمية والبحثية المتميزة التي تم تحقيقها في برلين أو منها أو التي تتميز بفائدة خاصة لبرلين كموقع للعلوم والأعمال. ولذلك فإن المعيار المركزي عند منح الجائزة هو، بالإضافة إلى التميز العلمي، إمكانية التنفيذ العملي لنتائج البحث.
تم منح الجائزة، التي تبلغ قيمتها 40 ألف يورو، لأول مرة من قبل عمدة برلين في عام 2008. تذهب أموال الجائزة إلى المؤسسة التي تم فيها تنفيذ الإنجاز العلمي.
ويرافق هذا الجائزة جائزة أكاديمية أخرى للشباب، تُكرّم مناهج البحث المبتكرة في مجال مستقبلي في برلين والتي لها فائدة خاصة لبرلين كموقع للعلوم والأعمال. تبلغ قيمة جائزة المواهب الشابة 10000 يورو، مما يعود بالنفع المباشر على الفائز بالجائزة.

## جائزة جمعية التجار
تقوم جمعية التجار والصناعيين في برلين بمنح جائزة تحمل نفس الاسم منذ عام 2012، والتي يشار إليها أحيانًا باسم جائزة برلين للعلوم، ولكنها مختلفة عنجائزة عمدة الحاكم.